# Wełyka Rudka
Wełyka Rudka (ukr. Велика Рудка) – wieś na Ukrainie, w obwodzie połtawskim, w rejonie połtawskim, w hromadzie Dykańka. W 2001 liczyła 583 mieszkańców, wśród których 526 wskazało jako ojczysty język ukraiński, 30 rosyjski, 1 węgierski, a 26 inny.